# Barbara Maix
Barbara Maix (imię zakonne: Maria Barbara od Trójcy Przenajświętszej (por. Maria Bárbara da Santíssima Trindade), ur. 27 czerwca 1818 w Wiedniu, Austria, zm. 17 marca 1873 w Catumbi koło Rio de Janeiro, Brazylia) – błogosławiona Kościoła rzymskokatolickiego, założycielka zakonu Sióstr Niepokalanego Serca Maryi.
Barbara Maix była córką urzędników cesarskich. W wieku 15 lat została sierotą i pracowała jako krawcowa. Później otworzyła salon dla pań w Wiedniu.
We wrześniu 1848, z powodów politycznych, wyruszyła z 21 towarzyszkami do Brazylii, gdzie w 8 maja 1849 w Rio de Janeiro, założyła Zgromadzenie Sióstr Niepokalanego Serca Najświętszej Maryi Panny ((port.) Congregação das Irmãs do Imaculado Coração de Maria), ((łac.) Congregatio Sororum Immaculate Cordis BMV ).
Zmarła 17 marca 1873 w opinii świętości.

## Zgromadzenie
Status kanoniczny zgromadzenie zakonne na prawie papieskim otrzymało 24 marca 1947. W 1952 nastąpił podział na trzech prowincje.
Zadaniem zgromadzenia była pracy z sierotami i dziećmi ulicy oraz walki z niewolnictwem. Siostry zaangażowały się również jako pielęgniarki dla rannych żołnierzy podczas wojny 1864/70 w Paragwaju. Dziś zajmują się głównie edukacją i opieką zdrowotną. Oddziały znajdują się między innymi na Haiti, w Boliwii i Mozambiku.

## Beatyfikacja
W 1993 r. został wszczęty proces beatyfikacyjny przez archidiecezję Rio de Janeiro („Nihil obstat”).
W dniu 1 lipca 2008 r. papież Benedykt XVI ogłosił ją Czcigodną Służebnicą Bożą, a wydał dekret beatyfikacyjny z dnia 27 marca 2010. Beatyfikacja odbyła się 6 listopada 2010.